# Rally Rías Baixas de 1982
El Rally Rías Baixas de 1982 fue la decimoctava edición, la decimoctava cita de la temporada 1982 del Campeonato de España de Rally y la séptima del Campeonato de Galicia de Rally. Se celebró del 7 al 8 de agosto y contó con un itinerario de trece tramos que sumaban un total de 128 km cronometrados.

## Itinerario
| Día   | Tramo | Nombre                    | Distancia |
| ----- | ----- | ------------------------- | --------- |
| Día 1 | TC1   | San Antoñino              | 10.60 km  |
| Día 1 | TC2   | Chenlo                    | 9.05 km   |
| Día 1 | TC3   | Mosende-Pereiras          | 5.00 km   |
| Día 1 | TC4   | Puenteareas-Guillade      | 6.20 km   |
| Día 1 | TC5   | San Antoñino              | 10.60 km  |
| Día 1 | TC6   | Chenlo                    | 9.05 km   |
| Día 1 | TC7   | Mosende-Pereiras          | 5.00 km   |
| Día 2 | TC8   | Puenteareas-Guillade      | 6.20 km   |
| Día 2 | TC9   | Sabajanes-Piñeiro-Maceira | 13.00 km  |
| Día 2 | TC10  | Hermida-Lougares-Covelo   | 17.50 km  |
| Día 2 | TC11  | Puenteareas-Guillade      | 6.20 km   |
| Día 2 | TC12  | Sabajanes-Piñeiro-Maceira | 13.00 km  |
| Día 2 | TC13  | Hermida-Lougares-Covelo   | 17.50 km  |

## Clasificación final
| Pos. | Piloto             | Copiloto                   | Automóvil                | Tiempo  | Diferencia |
| ---- | ------------------ | -------------------------- | ------------------------ | ------- | ---------- |
| 1.   | Beny Fernández     | José Luis Sala             | Porsche 911 SC           | 1:20:46 | 0.0        |
| 2.   | Marc Etchebers     | Marie-Christine Etchebers  | Porsche 911 SC           | 1:21:44 | +0:58      |
| 3.   | Carlos Piñeiro     | Carlos Orozco              | Porsche 911 SC           | 1:21:48 | +1:02      |
| 4.   | «Peitos»           | Francisco Javier Salgueiro | Ford Escort RS 1800 MKII | 1:22:06 | +1:20      |
| 5.   | Genito Ortiz       | Guillermo Barreras         | Renault 5 Turbo          | 1:22:25 | +1:39      |
| 6.   | Pipo Couret        | Silvia Meléndez            | Ford Fiesta MK1 1600S    | 1:28:51 | +8:05      |
| 7.   | José Luis Vilanova | Moreno                     | Porsche 911 SC           | 1:29:01 | +8:15      |
| 8.   | Vázquez            | Bárcena                    | Renault 5 Turbo          | 1:29:41 | +8:55      |
| 9.   | Ricardo Muñoz      | Ramón Mínguez              | Citroën Visa Trophée     | 1:29:46 | +9:00      |
| 10.  | R. Vila            | Maribel                    | SEAT 124-1800            | 1:33:11 | +12:25     |